# Kanarska veprina
Kanarska veprina (podlisna veprina; lat. Ruscus hypophyllum), jedna od nekoliko vrsta veprine, porodica šparogovke. Raširena je na Kanarima i Mediteranu.
Kanarska veprina je zimzeleni grm koji naraste do 60 cm visine.